# Trois-Pistoles
Trois-Pistoles es una ciudad de la provincia de Quebec, Canadá. Está ubicada en el condado regional de Les Basques y a su vez, en la región administrativa de Bas-Saint-Laurent. Hace parte de las circunscripciones electorales de Rivière-du-Loup a nivel provincial y de Rimouski−Témiscouata a nivel federal.

## Geografía
Trois-Pistoles se encuentra ubicada en las coordenadas 48°07′00″N 69°11′00″O / 48.11667, -69.18333. Según Statistics Canada, tiene una superficie total de 7,66 km² y es una de las 1134 municipalidades en las que está dividido administrativamente el territorio de la provincia de Quebec.

## Demografía
Según el censo de 2011, había 3456 personas residiendo en esta ciudad con una densidad poblacional de 450,9 hab./km². Los datos del censo mostraron que de las 3500 personas censadas en 2006, en 2011 hubo una disminución poblacional de 44 habitantes (-1,3%). El número total de inmuebles particulares resultó de 1757 con una densidad de 229,37 inmuebles por km². El número total de viviendas particulares que se encontraban ocupadas por residentes habituales fue de 1614.